# 장피에르 카스탈디

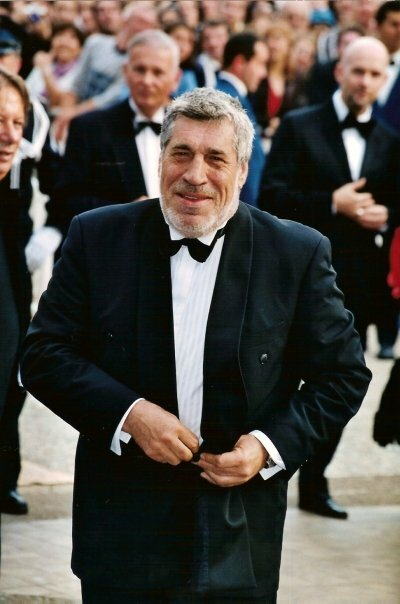

장피에르 카스탈디(Jean-Pierre Castaldi, 1944년 10월 1일 ~ )는 프랑스의 배우이다.
그르노블에서 태어났다.

## 영화
- 아스테릭스: 미션 올림픽 게임 (2008년)
- 집들이 (2005년)
- 조지 앤 더 드래곤 (2004년)
- 내 아내 이름은 모리스 (2002, Ma femme s'appelle Maurice)
- 익스트림 OPS (2002년)
- 퀵샌드 (2001년)
- 머스킷티어 (2001년)
- 아스테릭스 (1999년) - 카이우스 보누스 역
- 굿 캅스 (1994년)
- 마이 뉴 파트너 2 (1990, Ripoux contre ripoux)
- 소파 승진 (1990년)
- 80일간의 세계일주 (1989년)
- 며칠만 나와 함께 (1988, Quelques jours avec moi)
- 투 머치 (1984년)
- 의문의 호출 (1982년)
- 사랑과 슬픔의 볼레로 (1981년)
- 007 문레이커 (1979년)
- 프렌치 커넥션 2 (1975년)
- 마지막 열차 (1973년)
- 크리스마스 트리 (1969, L'Arbre de Noël)